# تشي آدامز
تشي آدامز (بالإنجليزية: Che Adams)‏ (13 نوفمبر 1996 ليستر المملكة المتحدة - ) هو لاعب كرة قدم بريطاني يلعب كمهاجم.

## وصلات خارجية
فرد آدامز على موقع الاتحاد الدولي (مؤرشف)  (الإنجليزية)
- فرد آدامز على موقع الاتحاد الأوربي (الإنجليزية)
- فرد آدامز على موقع الاتحاد الإسكتلندي (الإنجليزية)
- فرد آدامز على موقع قاعدة بيانات كرة القدم.إي يو (الإنجليزية)
- فرد آدامز على موقع ناشيونال فوتبول تيمز (الإنجليزية)
- فرد آدامز على موقع Soccerbase.com (لاعب) (الإنجليزية)
- فرد آدامز على موقع Soccerway.com (الإنجليزية)
- فرد آدامز على موقع عالم كرة القدم.نت (الإنجليزية)